# Tabernackel
Tabernackel ist ein Gemeindeteil der Gemeinde Etzelwang im oberpfälzischem Landkreis Amberg-Sulzbach.

## Geografie
Das im östlichen Bereich der Hersbrucker Alb gelegenes bayerisches Pfarrdorf befindet sich etwa zwei Kilometer nordöstlich des Ortszentrums von Etzelwang und liegt auf einer Höhe von 465 m ü. NHN.

## Geschichte

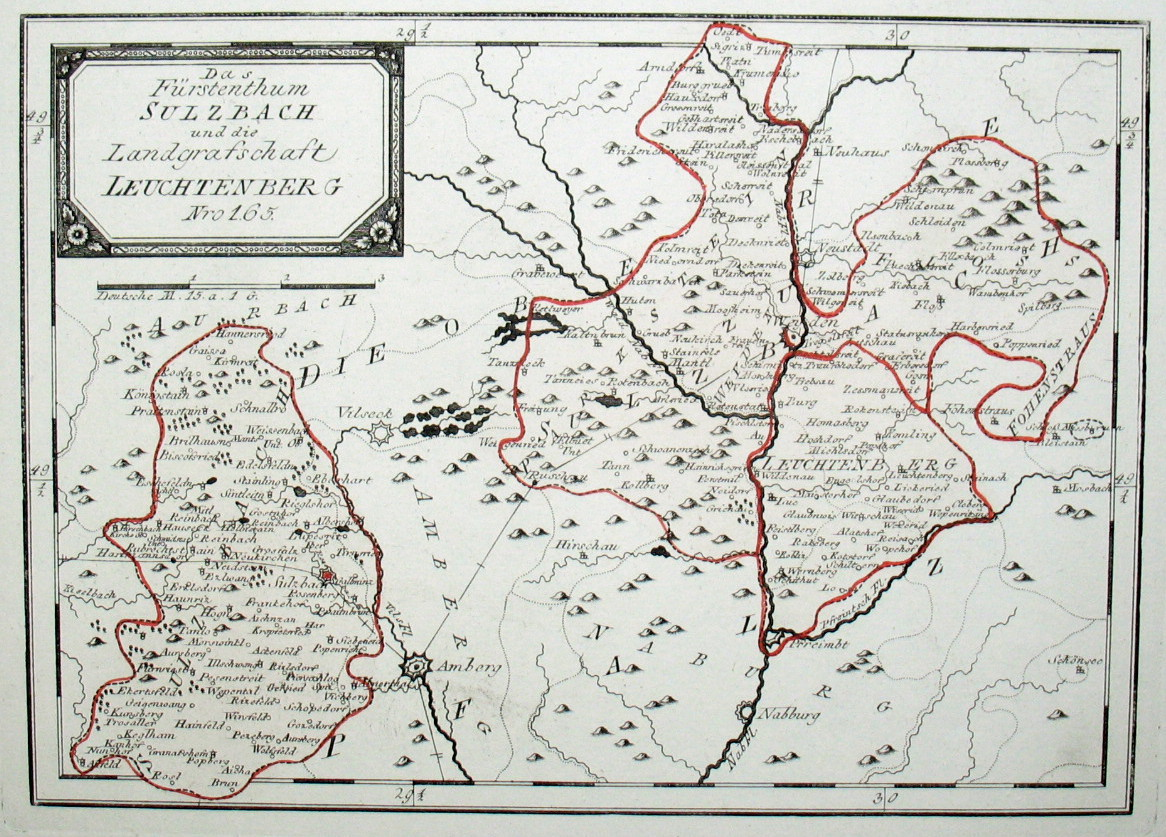
Das Territorium des Fürstentums Sulzbach und der Landgrafschaft Leuchtenberg

Zum Ende des Heiligen Römischen Reichs lag Tabernackel im Bezirk der geschlossenen Hofmark Neidstein, die zum wittelsbachischen Herzogtum Sulzbach gehörte. Durch die zu Beginn des 19. Jahrhunderts im Königreich Bayern durchgeführten Verwaltungsreformen wurde Albersdorf mit dem zweiten Gemeindeedikt 1818 zum Bestandteil der eigenständigen Landgemeinde Mittelreinbach, zu der auch noch die Ortschaften Albersdorf, Föderricht, Gaisheim, Grasberg, Neidstein, Rittmannshof, Steinbach und Waldlust gehörten. Nur wenig später wurden allerdings Albersdorf, Neidstein und Tabernackel wieder ausgegliedert und 1820/21 zur neuen Landgemeinde Neidstein zusammengefasst, der auch noch der größte Teil der aufgelösten Landgemeinde Etzelwang zugeordnet wurde. Nachdem im Zuge der in den 1970er Jahren durchgeführten kommunalen Gebietsreform in Bayern am 1. Mai 1978 die Gemeinde Kirchenreinbach und der größte Teil der Gemeinde Schmidtstadt eingegliedert worden war, wurde die Gemeinde Neidstein 1983 entsprechend dem größten Ortsteil in Gemeinde Etzelwang umbenannt. Im Jahr 2017 zählte Tabernackel 33 Einwohner.

## Verkehr
Die Anbindung an das öffentliche Straßennetz wird durch eine Gemeindeverbindungsstraße hergestellt, die von der Bundesstraße 14 her kommend in nordöstlicher Richtung nach Albersdorf weiterführt.

## Sehenswürdigkeiten

### Bauwerke

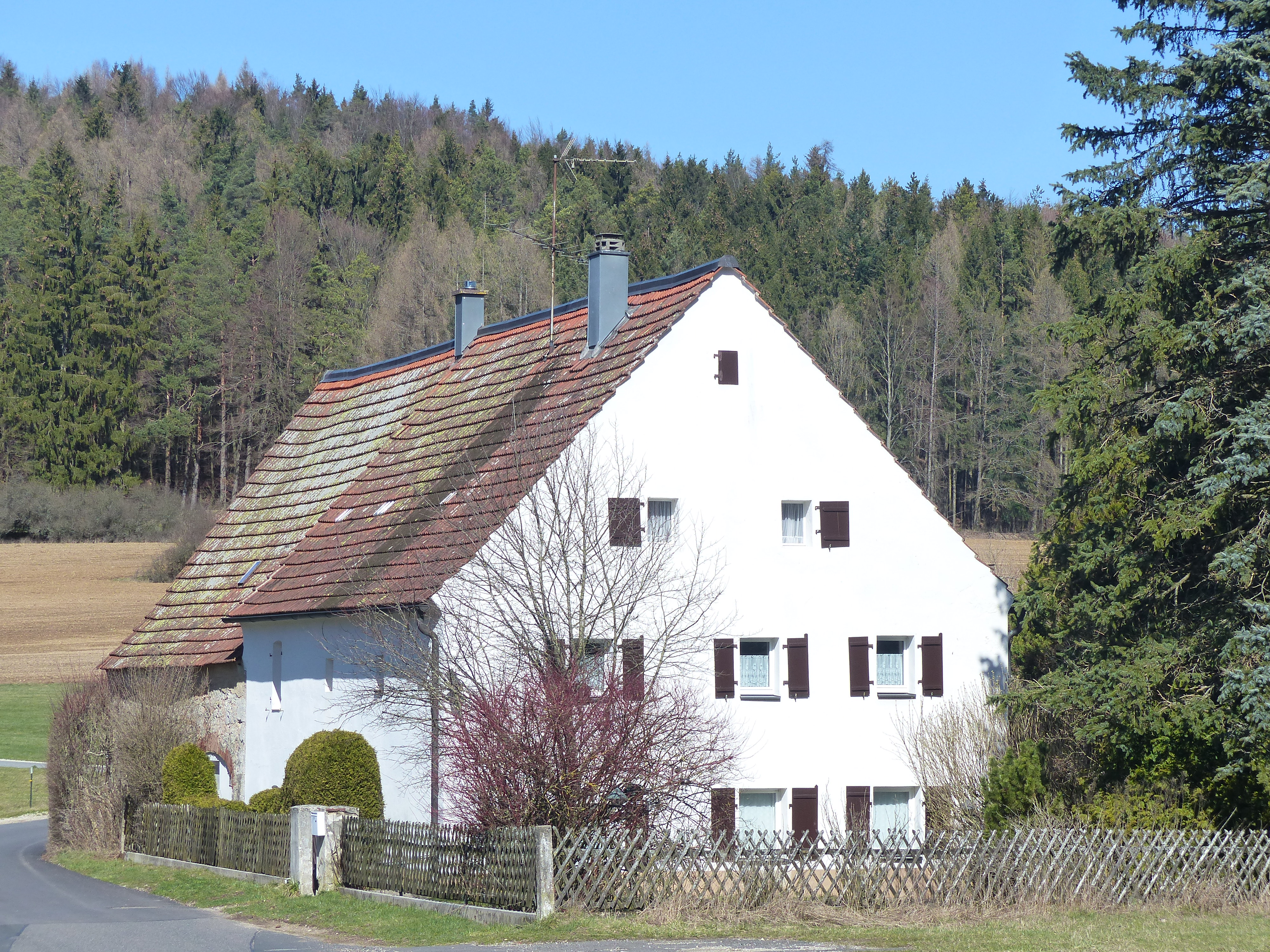
Ein ehemaliges Bauernhaus

In Tabernackel befinden sich ein denkmalgeschütztes ehemaliges Bauernhaus, das als massives Wohnstallhaus mit zweigeschossigem Wohnteil errichtet wurde.

### Natur
Unmittelbar südlich von Tabernackel befindet sich das Naturschutzgebiet Schergenbuck mit Schloss Neidstein, in dem es zahlreiche Felspartien aus typischem Frankendolomit gibt. Inmitten eines alten Laubbestandes befinden sich dort steile Felswände und haushohe Felsmassive.